# Placebo
Placebo (iz latinskog placere = svidjeti se) je u strogom smislu lažni proizvod, koji ne sadrži ljekovite tvari s farmakološkim učinkom. Za razliku od placeba lijekovi koji sadrže ljekovite tvari nazivaju se verum-i.
Placebo učinak opisuje situaciju kada je pacijent uvjeren da lijek kojega koristi ima blagotvoran učinak iako lijek koji može biti i u obliku tableta sadrži samo šećer (npr. laktozu), a lijek za ubrizgavanje samo fiziološke otopine itd...
Placebo je s toga lijek koji se koristi za sugestivan učinak na liječenje.